# Чупрово (Голубоозерська волость)
Чупрово (рос. Чупрово) — присілок в Невельському районі Псковської області Російської Федерації.
Населення становить 8 осіб. Входить до складу муніципального утворення Івановська волость.

## Історія
Від 2015 року входить до складу муніципального утворення Івановська волость.

## Населення
| 2001 | 2002 | 2010 |
| ---- | ---- | ---- |
| 6    | ↘4   | ↗8   |